# Axiopsis bythos
Axiopsis bythos är en kräftdjursart som beskrevs av Brian Frederick Kensley 1996. Axiopsis bythos ingår i släktet Axiopsis och familjen Axiidae. Inga underarter finns listade i Catalogue of Life.